# Richtenberger See
Der Richtenberger See (auch: Franzburg-Richtenberger See) ist ein See zwischen den Städten Franzburg und Richtenberg in Vorpommern. Das 1936 trockengelegte Gewässer wurde im Rahmen einer ökologischen Ausgleichsmaßnahme für Umweltschäden, die beim Bau der Bundesautobahn 20 auftraten, neu angelegt. 

## Geografie
Der See hat eine Fläche von zirka 130 Hektar bei maximalen Ausdehnungen von etwa 1,8 Kilometern in West-Ost-Richtung und einem Kilometer von Nord nach Süd. In ihm liegen zwei Inseln. Der Wasserspiegel befindet sich etwa zehn Meter über dem des Meeres. Im Norden liegt Richtenberg, am südlichen Ufer Franzburg. Die Grenze zwischen beiden Städten verläuft durch den See. Einen von mehreren Zuflüssen stellt der sogenannte Schleusengraben aus östlicher Richtung dar. Am südwestlichen Ufer des Sees befindet sich der Ablauf des Sees in die Blinde Trebel. Der Abfluss ist in Form einer Fischaufstiegsanlage angelegt, die einen Höhenunterschied von 3,8 Metern überwindet. Ebenfalls im Südwesten grenzt das Landschaftsschutzgebiet Hellberge an.
Rund um den See wurden Wander-, Rad- und Reitwege angelegt.

## Geschichte
Der See wurde im 13. Jahrhundert erstmals erwähnt, wobei nicht eindeutig klar ist, ob er natürlichen Ursprungs war oder durch Mönche aus dem nahen Kloster Neuenkamp im heutigen Franzburg angelegt wurde. Die Fläche wurde 1936 durch den Reichsarbeitsdienst trockengelegt. Vor der Flutung im Jahr 2006 existierten Feuchtwiesen, die von in den Schleusengraben mündenden Entwässerungsgräben durchzogen waren. Zur Umfeldgestaltung des Franzburg-Richtenberger Sees hat das Amt Franzburg-Richtenberg die Bildung einer Lokalen Agenda 21 beschlossen.
Zwischen den Städten Franzburg und Richtenberg ist ein Streit um die Namensgebung des Sees entbrannt. Die Richtenberger beharrten darauf, dass der See aus historischen Gründen nur nach ihrem Ort benannt werden müsse.

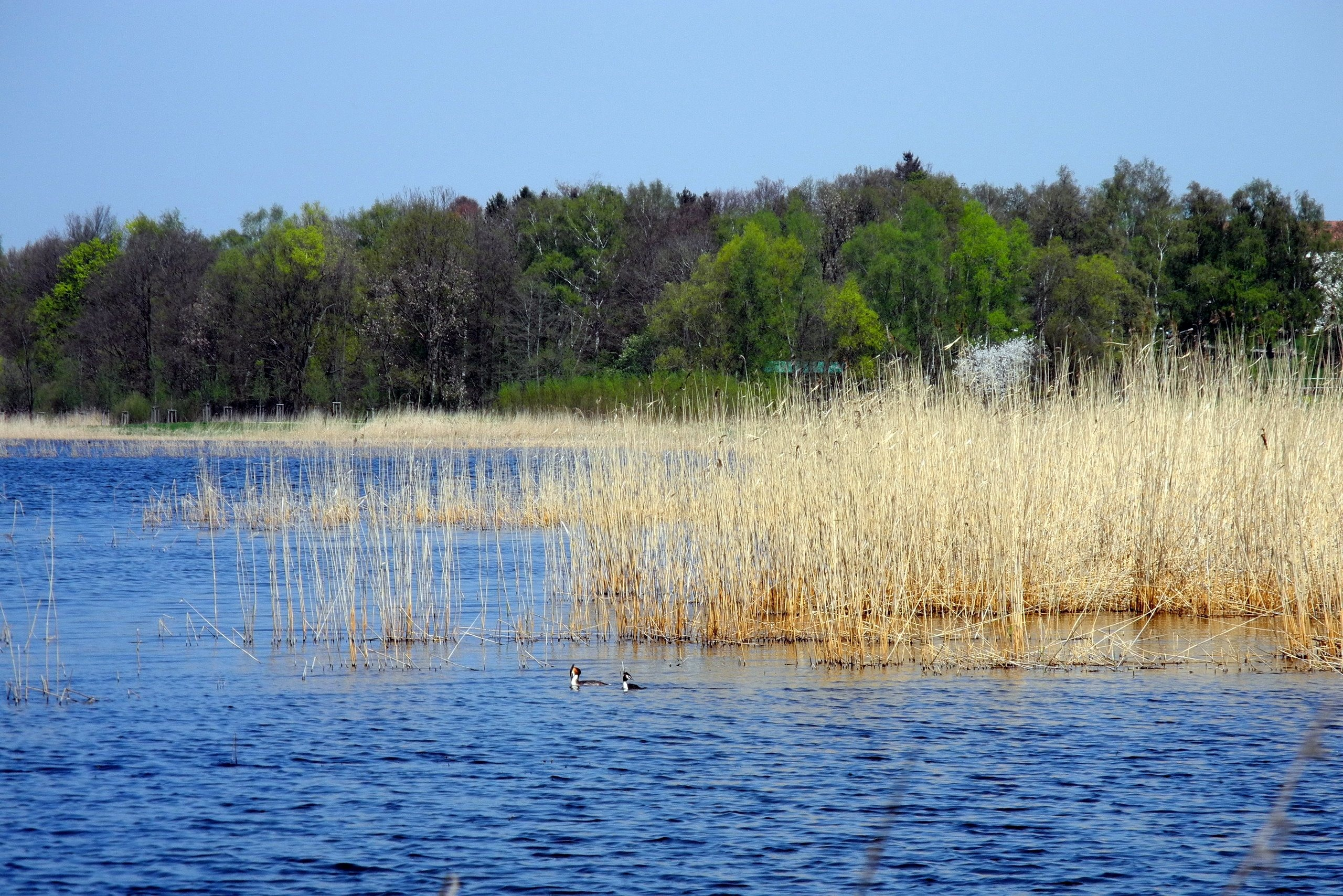
Erholte Fauna und Flora
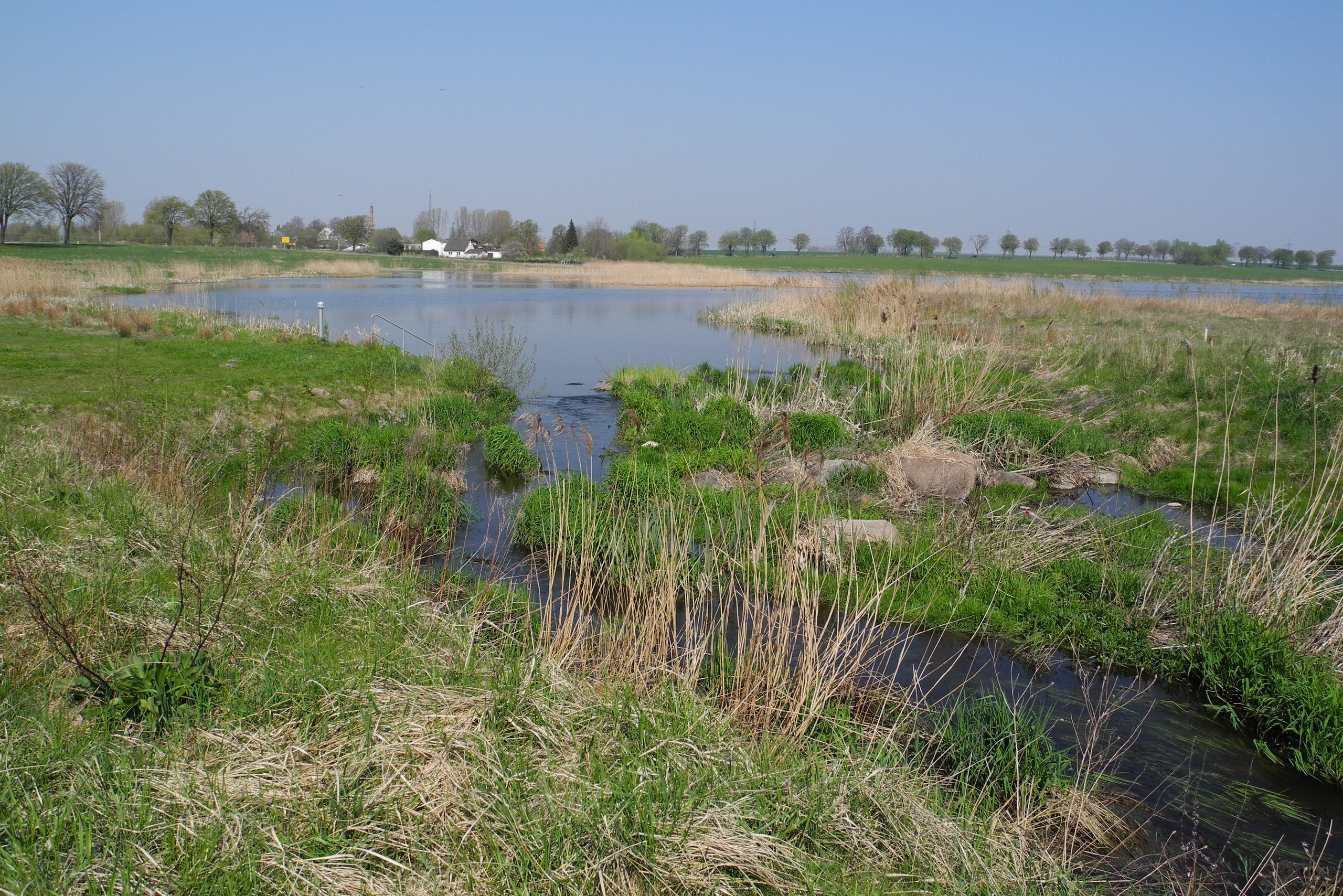
Ablauf des Sees

## Naturschutzgebiet
Seit 2016 steht der See mitsamt Uferbereich als Naturschutzgebiet Richtenberger See unter Naturschutz.